# Wilson Phillips (musikalbum)
Wilson Phillips är gruppen Wilson Phillips debutalbum, utgivet 1990 på skivbolaget SBK Records och producerat av Glen Ballard. Wilson Phillips släppte totalt fyra singlar från albumet: "Hold On", "Release Me" och "You're In Love" som alla tre blev listettor på Billboard Hot 100, samt "Impulsive" som tog sig upp till fjärde plats på samma lista. Albumet tog sig som bäst upp till andra plats på Billboard 200.

## Låtlista
1. "Hold On"
2. "Release Me"
3. "Impulsive"
4. "Next to You (Someday I'll Be)"
5. "You're In Love"
6. "Over and Over"
7. "A Reason to Believe"
8. "Ooh You're Gold"
9. "Eyes Like Twins"
10. "The Dream Is Still Alive"